# Un hombre en apuros
Un hombre en apuros (título en inglés; Big Trouble), es una película de drama y comedia estadounidense de 1986, dirigida por John Cassavetes y producida por Mike Lobel. Estuvo protagonizada por Peter Falk y Alan Arkin.
La trama de la película es tan similar a la de Double Indemnity que, antes de la producción, Columbia Pictures solicitó que Universal Pictures (titular de los derechos de la película Double Indemnity de Paramount ) concediera una licencia para reutilizar la trama de la película anterior. El ejecutivo de Universal, Frank Price , que había trabajado anteriormente en Columbia, sabía que Columbia conservaba un guion llamado Regreso al futuro e hizo un trato para tomar posesión del guion.

## Sinopsis
El agente de seguros Leonard Hoffman se ve obligado a hacer hasta lo imposible por mantener la economía de su familia, especialmente para pagar la universidad de su hijo.

## Reparto
- Peter Falk como Steve Rickey
- Alan Arkin comk Leonard Hoffman
- Beverly D'Angelo como Blanche Rickey
- Charles Durning como O'Mara
- Robert Stack como Winslow
- Paul Dooley como Noozel
- Valerie Curtin como Arlene Hoffman
- Richard Libertini como el Dr. Lopez
- Steve Alterman como Peter Hoffman
- Jerry Pavlon como Michael Hoffman
- Paul La Greca como Joshua Hoffman
- John Finnegan como Murphy
- Karl Lukas como el policía
- Maryedith Burrell como Gail
- Edith Fields como Doris
- Rosemarie Stack como Winslow
- Barbara Tarbuck como Helen
- Warren Munson como Jack
- Al White como Williams
- Teddy Wilson como Porter
- Gloria Gifford como Wanda
- Herb Armstrong como el guardia de seguridad
- Jaime Sánchez como el terrorista